# 대청역
대청(서울주택도시개발공사)역(Daecheong(SH)Station, 大廳(서울住宅都市公社)驛)은 서울특별시 강남구 일원2동에 있는 수도권 전철 3호선의 전철역이다. 당역의 아래로 수도권 전철 수인·분당선이 교차 통과하고 있으나, 수도권 전철 수인·분당선 전철역이 없어 환승이 불가능하지만 일원 방면으로 두 정거장을 지나면 수서역이 있어 수도권 전철 수인·분당선은 물론 SRT와도 환승할 수 있다. 양재천 하저터널로 학여울역과 연결된다. 병기역명은 서울주택도시공사이며, 인근에 서울주택도시공사 본사가 있다.

## 역명 유래
대청이라는 이름의 유래는 조선 시대 이곳에 99칸의 한옥집이 있었는데, 옛날 잠실 일대에서 바라보면 한옥집의 대청(大廳, 큰마루)이 보인다 하여 대청마을이라는 이름을 지었고, 역사가 과거의 대청마을에 있어 대청역이라는 역명을 짓게 되었다. 이 역의 명칭은 한글 역명으로, 별도의 한자 역명이 없다.

## 역사
- 1993년 10월 30일: 서울 지하철 3호선 양재역 ~ 수서역 구간 개통과 함께 영업 개시

## 역 구조
2면 2선의 상대식 승강장으로 스크린도어가 설치되어 있다. 출구는 8개가 있다.
이 역은 반대 방향으로 횡단이 불가능하다.

### 승강장
| 학여울 ↑ |
| \| 상    |
| ↓ 일원   |

| 상행 | ● 수도권 전철 3호선 | 도곡·교대·충무로·대화 방면   |
| 하행 | ● 수도권 전철 3호선 | 일원·수서·경찰병원·오금 방면 |

## 역 주변
- 수인분당선 대모산입구역
- 서울주택도시공사
- 서울대진초등학교
- 서울대청초등학교
- 서울영희초등학교
- 서울일원초등학교
- 개원중학교
- 중동고등학교
- 탄천하수처리장
- 일원치안센터
- KFC 일원2호점
- 대청공원
- 대우아파트
- 대청아파트
- 대치아파트
- 삼성아파트
- 우성아파트
- 현대아파트
- 서울개포상록스타힐스아파트
- 개포3동행정복지센터
- 강남종합사회복지관
- 하상장애인종합복지관
- 수서경찰서
- 서울강남우체국

## 이용객 변동
| 노선  | 노선   | 일평균 인원수 (명/일) | 일평균 인원수 (명/일) | 일평균 인원수 (명/일) | 일평균 인원수 (명/일) | 일평균 인원수 (명/일) | 일평균 인원수 (명/일) | 일평균 인원수 (명/일) | 일평균 인원수 (명/일) | 일평균 인원수 (명/일) | 일평균 인원수 (명/일) | 각주  |
| 노선  | 노선   | 2000년                | 2001년                | 2002년                | 2003년                | 2004년                | 2005년                | 2006년                | 2007년                | 2008년                | 2009년                | 각주  |
| ----- | ------ | --------------------- | --------------------- | --------------------- | --------------------- | --------------------- | --------------------- | --------------------- | --------------------- | --------------------- | --------------------- | ----- |
| 3호선 | 승차   | 11,962                | 12,372                | 12,365                | 11,705                | 10,775                | 10,790                | 10,645                | 10,451                | 10,602                | 10,696                | [ 1 ] |
| 3호선 | 하차   | 11,121                | 11,278                | 11,400                | 11,005                | 10,043                | 10,050                | 9,886                 | 9,662                 | 9,501                 | 9,521                 | [ 1 ] |
| 3호선 | 승하차 | 23,082                | 23,650                | 23,765                | 22,710                | 20,818                | 20,839                | 20,532                | 20,113                | 20,103                | 20,218                | [ 1 ] |
| 노선  | 노선   | 2010년                | 2011년                | 2012년                | 2013년                | 2014년                | 2015년                | 2016년                | 2017년                | 2018년                |                       | [ 1 ] |
| 3호선 | 승차   | 11,678                | 11,803                | 11,705                | 11,728                | 11,575                | 10,910                | 10,430                | 10,162                | 9,977                 |                       | [ 1 ] |
| 3호선 | 하차   | 10,358                | 10,377                | 10,275                | 10,329                | 10,204                | 9,716                 | 9,225                 | 9,027                 | 8,928                 |                       | [ 1 ] |
| 3호선 | 승하차 | 22,036                | 22,180                | 21,980                | 22,057                | 21,779                | 20,626                | 19,655                | 19,189                | 18,905                |                       | [ 1 ] |

## 인접한 역
| 서울 지하철 3호선    | 서울 지하철 3호선   | 서울 지하철 3호선  |
| -------------------- | ------------------- | ------------------ |
| 346 학여울 대화 방면 | ● 수도권 전철 3호선 | 348 일원 오금 방면 |